# ラノ・ララク
ラノ・ララク（英: Rano Raraku）は、チリのイースター島にある、凝灰岩でできた火山の噴火口。島のほぼ全てのモアイがここで採掘された石を用いて作られている。

## 概要
カルデラ湖の近くにあり、至る所に制作途中のモアイが点在している。また、破壊されたモアイ像もある。中でも高さ21.6mのピロピロと呼ばれるものは、イースター島最大の大きさを誇る。